# فیوزاریم آکسیسپورم اف.اس‌پی. کیوبنس
فیوزاریِم آکسیسپورِم اِف.اِس‌پی. کیوبِنس  (به انگلیسی: Fusarium oxysporum f.sp. cubense) یا فیوزاریِم ضدّ موز (به انگلیسی: fusarium wilt of banana) یک قارچ است که موجب پلاسیده شدن درخت موز می‌شود.